# Carniella weyersi
Carniella weyersi är en spindelart som först beskrevs av Brignoli 1979.  Carniella weyersi ingår i släktet Carniella och familjen klotspindlar. Inga underarter finns listade.